# Diana Wang
Diana Wang (Bytom, 1945). Emprendedora de memoria y especialista en vínculos. Nació en Polonia y reside en Argentina desde 1947. Ejerce la psicoterapia en la práctica privada desde 1972 y se especializa en conversaciones difíciles y convivencia de parejas. Hija de sobrevivientes de la Shoá, es miembro del Museo del Holocausto de Buenos Aires. Creó y co-coordinó junto con Aída Ender el Proyecto Aprendiz y es parte del equipo de redacción de los Cuadernos de la Shoá. Integra el equipo de TEDxRiodelaPlata. Escribe de manera independiente columnas de opinión en Clarín y La Nación. Desde marzo de 2022 es parte del programa “Le doy mi palabra” conducido por Alfredo Leuco, con la  columna semanal “Vivir en pareja, encuentros y desencuentros”.  
Su página web es dianawang.net donde están todas sus actividades y publicaciones. 

## Biografía
Nació en Polonia en 1945, cuando su familia estaba en camino de emigración al final de la Segunda Guerra Mundial. Es hija de Cesia Baumoehl (Czeslawa, Celia Baumel) y Mesio Wang (Mieczyslaw, Manuel Wang), ambos sobrevivientes del holocausto y oriundos de Stryj, que estaba en Polonia pero luego pasó a integrar Ucrania. Egresada de la Universidad de Buenos Aires, es psicoterapeuta especializada en terapia de pareja y familia, escritora y conferencista. 
Escritora con varios libros publicados, presidió Generaciones de la Shoá en Argentina hasta 2018 año en que la organización se integró al Museo del Holocausto de Buenos Aires.
Después de un primer matrimonio que duró poquísimo, se casó por segunda vez en 1975. Tiene dos hijos propios y dos más del primer matrimonio de su marido. Esos cuatro hijos le dieron 9 nietos.
Le gusta cantar pero no se anima aunque está retomando el piano para acompañarse. Entusiasta lectora de cualquier cosa y de todo pero en especial de novelas policiales. Su frase más famosa es una queja que dice cuando la invitan a dar una charla o conferencia, dice “¿Y para cuándo el strip tease?”, la otra frase, menos famosa es cierto, la suele decir al despedirse de alguien "me alegro de que me hayas visto". Ambas frases, boutades un tanto naïves, despiertan sonrisas. Intentó hacerlo de manera más estructurada con algunas apariciones haciendo stand up actividad que tuvo que dejar porque hacerlo bien le llevaría mucho tiempo y porque las funciones se hacían muy tarde y con los años del búho que era en su juventud se ha vuelto alondra y necesita dormir mucho y temprano. Así que no pudo ser.  
Dio no una sino dos charlas TED: “En la pareja la culpa la tiene el otro” y “Los aprendices de la historia”.
Escribe todo el tiempo (el tiempo que tiene libre, claro) porque dice que es su manera de pensar. Publica algo de todo eso tanto en redes sociales como en diversas publicaciones. 

## Libros
- Sus libros publicados son: 2019 | Te amaré eternamente… y otros mitos de la vida en pareja. 2019 | Los niños escondidos. Reedición actualizada 2013 | Surviving Silence. Why Holocaust Survivors did not Speak? ebook. Amazon  2013 | Con una piedra en el zapato. Publicado en Amazon como ebook.  Escrito entre 1996 y 1998, obtuvo Mención de Honor en el Primer Concurso de Novela organizado por Acervo Cultural Editores, Buenos Aires, noviembre 1999.  2012 | Volver - Crónicas en forma de cartas sobre un viaje de regreso a Polonia y Ucrania en 1995. Publicado como e-book.  2008 | El silencio de los aparecidos - reedición - Editorial Generaciones de la Shoá - Ver Nuevo prólogo, Bibliografía e Índice  2007 | Hijos de la Guerra | La segunda generación de sobrevivientes de la Shoá - Editorial Marea - Ver más  2004 | Los Niños Escondidos| Del Holocausto a Buenos Aires - Editorial Marea Ver más  1998 | El Silencio de los Aparecidos - Acervo Editorial - Ver más  1997 | con Musia Auspitz | De Terapias y Personas - EUDEBA - Ver más  TEXTOS O CAPÍTULOS EN:  2014 | Menachem Rosensaft (editor): God, Faith and Identity in the Ashes. Reflections of Children and Grandchildren of Holocaust Survivors. Chapter: The Holocaust and Jewish Identity. A dilemma. Jewish Lights Publishing, NY.  2012 | Ministerio de Justicia y DDHH: "La Shoá, los genocidios y crímenes de lesa humanidad: Enseñanzas para los juristas". Ponencia: "¿Por qué recordar la Shoá en la Argentina?" en la sesión IV del simposio "La política de la memoria". pág. 144. Versión en pdf  2007 | Eliahu Toker, Ana Weinstein: Nietos y abuelos. Un intenso vínculo. Ediciones Instituto Movilizador de Fondos Cooperativos. Buenos Aires. Caps: "Abuelas y frutillas", pág. 27 y "La última frontera" pág. 30  2004 | Nélida Boulgourdjian-Toufeksian, Juan Carlos Toufeksian, Carlos Alemian (comp): Análisis de la prácticas genocidas. Actas del IV Encuentro sobre Genocidio. Fundación Siranoush y Boghos Arzoumanian, Buenos Aires. Capítulo Genocidio y memoria: "La segunda generación de sobrevivientes. Su lugar en el escenario del genocidio", pág.203  2004 | Ricardo Feierstein, Stephen Sadow (comps): Recreando la cultura judeoargentina 2. Literatura y artes plásticas. Editorial Mila, Buenos Aires. Cap Shoá y transmisión "Victimización e identidad. Reflexiones serias a partir de textos humorísticos", pág 280  2002| Cristina Godoy (comp): Historiografía y Memoria colectiva. Tiempos y territorios. Miño y Dávila, Buenos Aires. Cap:"El mal y su legitimación social", pág 91.  2002 | Ricardo Feierstein, Stephen Sadow (comp): Recreando la cultura judeoargentina. 1894-2001, en el umbral del segundo siglo. Editorial Mila, Buenos Aires. Cap: "Lo judío en mi obra", pág. 311

## Premios
- 1999, Mención de Honor en el Primer concurso de novela de Acervo Cultural Editores por Con una piedra en el zapato.
- 2002, Premio al “trabajo en la enseñanza y transmisión… hito en la Argentina ética y humanista” otorgado por la Legislatura de Buenos Aires.
- 2006, Premio Moisés por su labor en la difusión y transmisión de la Shoá otorgado por la Sociedad Hebraica Argentina.[1]